# トゥイ地域
トゥイ地域（トゥイちいき、Tui Regio）は、土星の衛星タイタン上の地域の一つである。ザナドゥの南西の隅に位置する。
名称のトゥイ（Tui）は、中国神話に登場する幸福と喜びと水の女神、トゥイ (女神) ―と誤って信じられたが実際は八卦の内のひとつ、兌卦（duì）― に由来する。
タイタン上の他の高地のような河川侵食溝が見られないことから、比較的若い地形ではないかと推測されている。
また溶岩流に似たパターンの紋様が見られ、氷の火山であることを示唆しているとされる。